# Rasal
Rasal es una localidad de la comarca de la Hoya de Huesca que pertenece al municipio de Las Peñas de Riglos en la provincia de Huesca, Aragón. Se encuentra a 39 km de la ciudad de Huesca. Está situada entre las sierras de Javierre y Caballera, en el valle del río Garona.

## Historia
En 1205 se cita documentalmente la iglesia de San Clemente de Rasal en la Colección Diplomática de San Andrés de Fanlo.

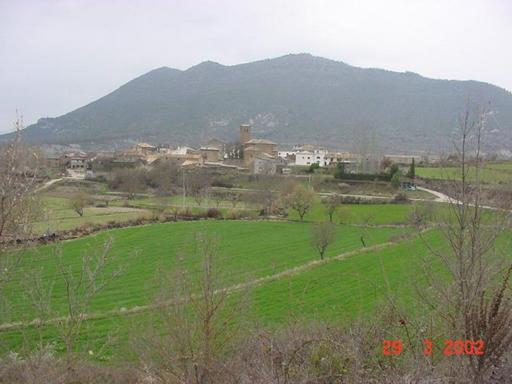
Vista panorámica de Rasal.

En el siglo XVI era de Sancho Pomar.

## Geografía humana

### Demografía
| Gráfica de evolución demográfica de Rasal entre 1842 y 1960 |
| |
| Población de derecho según los censos de población del INE Población de hecho según los censos de población del INEEntre el censo de 1970 y el anterior, este municipio desaparece porque se agrupa en el municipio 22173 (Las Peñas de Riglos) |

### Localidad
Datos demográficos de la localidad de Rasal desde 1900:
| 476                   | 459 | 433 | 368 | 405 | 326 | 251 | 45 | 37 | 21 | 19 | 27 | 20 |
| (Fuente: IAEST e INE) |     |     |     |     |     |     |    |    |    |    |    |    |

- Datos referidos a la población de derecho.

### Antiguo municipio
Datos demográficos del municipio de Rasal desde 1842:
| 495           | 527 | 520 | 464 | 499 | 522 | 515 | 502 | 495 | 422 | 405 | 326 | 251 | -- |
| (Fuente: INE) |     |     |     |     |     |     |     |     |     |     |     |     |    |

- Entre el censo de 1970 y el anterior, este municipio desaparece porque se integra en el municipio de Las Peñas de Riglos.
- Datos referidos a la población de derecho, excepto en los censos de 1857 y 1860 que se refieren a la población de hecho.

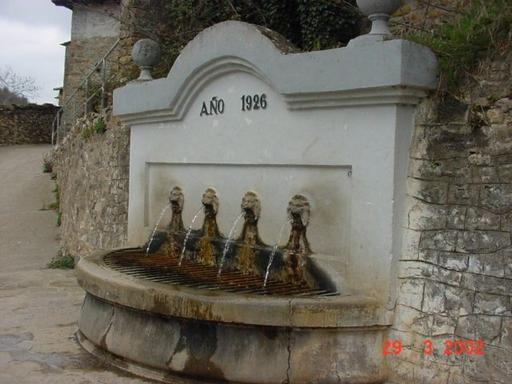
Fuente de Rasal

## Monumentos
- Parroquia de San Vicente (siglo XVIII)
- Ermita románica de San Juan Bautista (s. XI), restaurada en 2005. Se encuentra a 1600 m del pueblo y es el resto de un antiguo poblado medieval que conserva la pila de cristianar. Uno de los escasos templos pertenecientes al románico del Gállego, caracterizado por su friso de baquetones, sus arquillos ciegos sobre lesenas y un presbiterio atrofiado, entre otras singularidades.
- Ermita de la Virgen de los Ríos, actualmente en ruinas. Antiguamente albergaba la talla románica sedente de la Virgen Mora (siglo XII), actualmente depositada, como medida de seguridad, en el templo de San Vicente.

## Ocio
Para los que quieran disfrutar del maravilloso paisaje que ofrece Rasal, pueden realizar varias rutas senderistas, disfrutando de un frondoso bosque y unas espectaculares vistas del Pirineo:
- PR-HU 109: Rasal - La Paúl de Aniés - Aniés: 11,5 km.
- PR-HU 105: Rasal - Castillo de Loarre - Loarre: 13,2 km.
- Circular Rasal - Pusilibro (1595m.) - Rasal: 20,88 km.
- RUTA BTT: Bolea - Aniés - Rasal - Sierra de Gratal - Bolea: 72,5 km.
- RUTA BTT: Castillo de Loarre - Rasal - Estación La Peña - Mirador de los Buitres - Castillo de Loarre: 50 km.

## Colonia Virgen de los Ríos

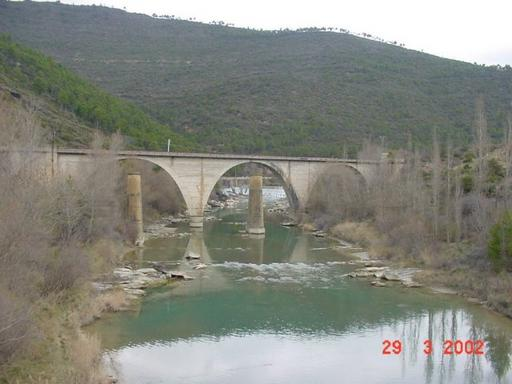
Río Gállego cerca de Rasal.

Desde hace más de 40 años en el mes de julio se lleva a cabo un campamento organizado por la Colonia Virgen de los Ríos, una asociación de Monzón sin ánimo de lucro, que organiza actividades para niños y jóvenes en la provincia de Huesca, tratando en todo momento de educar y transmitir valores a través del ejemplo, el servicio y el cariño cristiano. Toda la información aquí

## Personajes célebres
- Miguel Ascaso y Castrillo - Canonista. Fue rector del Colegio Mayor e Imperial de Santiago de Huesca, en el que ingresó en 1693 y catedrático de la Facultad de Cánones de la Universidad Sertoriana, donde aún figuraba como tal en 1706. Vicario general de la diócesis de Huesca, falleció en esta ciudad el 19 de marzo de 1710.